# Neukum (cráter)
Neukum es un cráter de impacto de Marte.

## Características
Localizado en el cuadrángulo MC-27 (Noachis), en la región de Noachis Terra. Tiene un diámetro de 102 km. El lecho del cráter cuenta con una duna oscura de material basáltico.
Su nomenclatura, hace referencia al planetólogo alemán Gerhard Neukum, responsable de la cámara de alta resolución de la Mars Express, fallecido en 2014.